# Atopobium minutum
Atopobium minutum es una especie de  bacteria grampositiva del género Atopobium. Fue descrita en el año 1993, es la especie tipo. Su etimología hace referencia a pequeño. Conocida anteriormente como Lactobacillus minutus, que fue descrita en 1937. Es grampositiva, anaerobia estricta e inmóvil. Tiene un tamaño de 0,6-1 μm de ancho por 0,8-3 μm de largo. Forma colonias convexas, traslúcidas y de color gris-amarillo claro tras 5 días de incubación. Temperatura óptima de crecimiento de 37 °C. Crece de forma individual, en parejas o cadenas cortas. Catalasa negativa. Tiene un contenido de G+C de 44%. Se ha aislado de muestras clínicas de sangre, heridas y abscesos. 